# الانتخابات في ليبيا
في 7 يوليو 2012، أشرف المجلس الوطني الانتقالي، على انتخابات ديمقراطية للمؤتمر الوطني العام المكون من 200 عضو ليحل محل المجلس. كان من المقرر أن يختار المجلس رئيسًا للوزراء وينظم انتخابات برلمانية في عام 2013. كان من المقرر أيضًا تحديد عملية كتابة الدستور. قوضت الاضطرابات التي قادتها الميليشيات المسلحة والأقليات العرقية والجماعات المتطرفة والحكومة على مدى السنوات التي أعقبت الإطاحة بمعمر القذافي. في حين أن اللامبالاة الداخلية تجاه الإصلاحات الديمقراطية أدت إلى تباطؤ العملية، كانت الهيئات الخارجية مثل الاتحاد الأوروبي لا تزال تضغط من أجل إقامة حوار وطني لبناء توافق في الآراء بشأن صياغة دستور جديد يتم إجراؤه قبل نهاية عام 2014. كان من المقرر إجراء الانتخابات البرلمانية في 25 يونيو 2014 في خطوة تهدف إلى تحقيق الاستقرار في البلاد وقمع الاضطرابات.

## الهيئات الانتخابية
وفقًا للمادة 157 من مسودة الدستور الليبي لعام 2017 ، فإن المفوضية الوطنية العليا للانتخابات مسؤولة عن تنظيم انتخابات الهيئات السياسية الوطنية في ليبيا.
تم إنشاء اللجنة المركزية لانتخابات المجالس البلدية في عام 2018 لتنظيم الانتخابات البلدية في عام 2018 لتحل محل المجالس المنتخبة في عام 2014. بدأت إجراءات انتخابات 2019 في مارس وأبريل 2019.

## انتخابات 2014

### الجمعية التأسيسية
نظمت المفوضية الوطنية العليا للانتخابات انتخابات الهيئة التأسيسية لصياغة مشروع الدستور في فبراير 2014.

### مجلس النواب
أعلنت مفوضية الانتخابات الليبية في 20 مايو 2014 أن الانتخابات ستجرى في 25 يونيو 2014.

## انتخابات تاريخية

### الجماهيرية العربية الليبية الشعبية الاشتراكية العظمى
كانت الانتخابات الوطنية غير مباشرة من خلال تسلسل هرمي للجان الشعبية. يتم انتخاب رئيس الحكومة من قبل مؤتمر الشعب العام . أجريت آخر انتخابات من هذا القبيل في مارس 2010.
يتألف البرلمان الليبي من مجلس واحد (مؤتمر الشعب العام). تم انتخاب أعضائه بشكل غير مباشر من خلال التسلسل الهرمي للجان الشعبية.
كان سن الاقتراع 18 عامًا.

### المملكة الليبية المتحدة
- الانتخابات العامة الليبية 1952
- الانتخابات العامة الليبية 1956
- الانتخابات العامة الليبية 1960
- الانتخابات العامة الليبية 1964
- الانتخابات العامة الليبية 1965